# 也罕的斤
也罕的斤（?—?），元朝将领，哈剌鲁（匣刺鲁、葛逻禄）人，世居讹迹刊（烏茲根），匣答儿密立之孙，密立火者之子。
元世祖中统二年（1261年），也罕的斤为千户长，随军征南宋，在蜀地数有战功，攻克五花、石城、白马。至元七年（1270年）率兵四百人在成都大败宋军将领昝万寿，又追击至眉州（今四川眉山），升任蒙古哈剌鲁河西汉军万户，驻守眉州。围嘉定府，修筑怀远寨。至元十二年（1275年），加昭勇大将军、升上万户。率领马湖江水陆军围攻重庆府。至元十四年（1277年）攻泸州，至元十五年（1278年）取重庆，略占思州。加昭毅大将军、嘉定军民万户、西川诸蛮夷宣抚司达鲁花赤，进升为奉国上将军、四川西道宣慰使、都元帅。至元十七年（1280年）率军北征，在兀丹攻打笃哇。回军西南，担任云南行省参知政事。至元二十一年（1284年）与相兀答儿、右丞太卜征缅甸，破江头城。至元二十八年（1284年）官至四川行枢密副使，改任陕西行省右丞。元成宗大德年间，告老乞休。元武宗至大初年，以先朝老臣，被任命为陕西行省议事平章。

## 延伸阅读
[在维基数据编辑]
 《元史/卷133》，出自宋濂《元史》
 《新元史/卷154》，出自柯劭忞《新元史》